# Bertrambois
Bertrambois is een gemeente in het Franse departement Meurthe-et-Moselle in de regio Grand Est. De plaats maakt deel uit van het arrondissement Lunéville en sinds 15 maart 2015 van het kanton Baccarat, toen het kanton Cirey-sur-Vezouze, waar Bertrambois daarvoor onder viel, werd opgeheven.

## Geografie
De oppervlakte van Bertrambois bedraagt 18,0 km², de bevolkingsdichtheid is 20,3 inwoners per km².
De onderstaande kaart toont de ligging van Bertrambois met de belangrijkste infrastructuur en aangrenzende gemeenten.

## Demografie
Onderstaande figuur toont het verloop van het inwonertal (bron: INSEE-tellingen).